# Скалон (Белуно)
Скалон (итал. Scalon) је насеље у Италији у округу Белуно, региону Венето.
Према процени из 2011. у насељу је живело 77 становника. Насеље се налази на надморској висини од 214 м.